# Markus Löffel
Markus Löffel (Fráncfort, 27 de noviembre de 1966 – Berlín, 11 de enero de 2006), fue un Dj y productor de música Trance de Frankfurt. También conocido como Mark Spoon.
Junto con Rolf Ellmer (Jam El Mar) ha realizado la mayor parte de sus trabajos bajo el nombre de Jam & Spoon, Tokyo Ghetto Pussy y Storm.
Él también ha producido y remezclado a varios artistas y ha actuado en grandes festivales como el famoso Love Parade de Berlín.
De acuerdo a Universal Music, fue hallado muerto en su departamento de Berlín después de haber sufrido un aparente ataque cardiaco, fue homenajeado en el Love Parade del 2006 con un performance en vivo de su éxito "Be Angeled".